# Proctophyllodes pinnatus
Proctophyllodes pinnatus är en spindeldjursart som först beskrevs av Christian Ludwig Nitzsch 1818.  Proctophyllodes pinnatus ingår i släktet Proctophyllodes, och familjen Proctophyllodidae. Arten är reproducerande i Sverige.